# Au-delà des apparences (série télévisée)
Pour les articles homonymes, voir Au-delà des apparences.
Au-delà des apparences est une série télévisée française en 6 épisodes, diffusée les 22 et 29 janvier 2019 sur France 3. Elle est l'adaptation de la série canadienne Apparences.

## Synopsis
Une fratrie de quatre enfants qui ont grandi ensemble. Dont Manon, une institutrice qui travaille dans l’école où elle a été élève. Alexandra, sa sœur jumelle, est une comédienne célèbre et habite à Paris. Le jour de leur quarantième anniversaire, rien ne se passe comme prévu. Manon disparaît.

## Fiche technique
- Titre original : Apparences[1]
- Réalisation : Éric Woreth
- Assistant réalisation : François Mathon
- Directeur d'écriture : Stéphane Kaminka
- Scénario : Stéphane Kaminka, Akima Seghir, Cristina Arellano, Catherine Siguret, Anastasia Heinzl
- Consultante Scénario : Violaine Bellet
- Musique : Laurent Cabrillat (Le Larron) et David Carroll pour Milk Music
- Décors : Denis Mercier
- Chef opérateur : Denis Rouden
- Costume : Emmanuelle Pertus
- Photographie :
- Diffuseur : France 3
- Producteur : Samuel Kaminka et Stéphane Kaminka
- Directeur production : Thierry Cretagne
- Production : KAM&KA, France Télévisions, France 3
- Pays :  France
- Genre : Drame
- Durée : 52 minutes par épisode
- Première diffusion : 22 et 29 janvier 2019 sur France 3

## Distribution
- Helena Noguerra : Alexandra
- Pascal Demolon : Guillaume
- Clément Aubert : Benoît
- Hélène Seuzaret : Manon
- Bruno Wolkowitch : Gabriel
- Sylvie Granotier : Jeanne
- Patrick Raynal : Jean-Louis Lechevallier
- Isabelle Renauld : Maud Charton
- Victoria Eber : Juliette
- Garance Thénault : une actrice de sitcom
- Cyrielle Debreuil : Céline
- Eva Carmen Jarriau : Laura
- Alban Missemer : Lucas
- Nicolas Grandhomme : Martin Vidal

## Production
Au-delà des apparences est réalisée par Éric Woreth, le scénario est écrit par Stéphane Kaminka. Elle est produite par lui-même et Samuel Kaminka. La musique originale et les génériques sont composés par Laurent Cabrillat (Le Larron) et David Carroll dans leurs studios bordelais Milk Music.

### Adaptation
La série est adaptée de la série Québécoise Apparences de Serge Boucher diffusée en 2011 et produite par Pixcom,. Nicola Merola, de Pixcom, s'est rendu sur le tournage de l'adaptation de la série en janvier 2018.

### Distributions des rôles
L'actrice Helena Noguerra obtient le rôle principal de la série, sous la direction d'Éric Woreth. Pascal Demolon, connu pour avoir joué dans les séries Peplum et La Mante, joue le rôle de Guillaume. Bruno Wolkowitch interprète Gabriel.

### Tournage
Le tournage se déroule à Strasbourg, Boersch, Wangenbourg et à Obernai dans le département du Bas-Rhin, entre le 18 décembre 2017 et le 23 mars 2018,.

## Accueil critique
Le magazine belge Moustique juge que « sans réserver de grosses surprises, la série déroule intelligemment son récit menant au règlement de comptes ». La journaliste salue également la prestation « assez remarquable » de Pascal Demolon en fils aîné alcoolique.

## Distinction
- Festival Polar de Cognac 2018 : Grand prix de la série francophone de télévision